# Carolina Albuquerque
Carolina Demartini Albuquerque, znana jako Carol (ur. 25 lipca 1977 w Porto Alegre) – brazylijska siatkarka, reprezentantka kraju, grająca na pozycji rozgrywającej. Największy sukces z reprezentacją odniosła w 2008 roku, zdobywając Mistrzostwo Olimpijskie. Od sezonu 2019/2020 występuje w greckiej drużynie PAOK Saloniki.

## Sukcesy klubowe
Mistrzostwo Brazylii:
- 2005, 2010, 2012
- 2002, 2006, 2008, 2009, 2011, 2014, 2017
- 2015, 2019

Puchar Brazylii:
- 2008, 2018

Klubowe Mistrzostwa Ameryki Południowej:
- 2009, 2010, 2011, 2014

Klubowe Mistrzostwa Świata:
- 2010
- 2011, 2014

## Sukcesy reprezentacyjne
Mistrzostwa Ameryki Południowej Kadetek:
- 1994

Mistrzostwa Ameryki Południowej Juniorek:
- 1995

Mistrzostwa Świata Juniorek:
- 1995

Igrzyska Panamerykańskie:
- 1999
- 2007

Volley Masters Montreux:
- 2005, 2006

Grand Prix:
- 2005, 2006, 2008
- 1999

Mistrzostwa Ameryki Południowej:
- 2005

Puchar Wielkich Mistrzyń:
- 2005

Puchar Panamerykański:
- 2006

Mistrzostwa Świata:
- 2006

Puchar Świata:
- 2007

Igrzyska Olimpijskie:
- 2008

## Nagrody indywidualne
- 2005: Najlepsza rozgrywająca Mistrzostw Ameryki Południowej
- 2009: Najlepsza rozgrywająca Klubowych Mistrzostw Ameryki Południowej
- 2010: Najlepsza rozgrywająca Klubowych Mistrzostw Ameryki Południowej
- 2010: Najlepsza rozgrywająca Klubowych Mistrzostw Świata